# Ludolf Kuchenbuch
Ludolf Kuchenbuch est un historien (médiéviste) et musicien jazz allemand.
Né le 6 juin 1939 à Schneidemühl/Piła, il a pour parents le préhistorien et archéologue Freidank Kuchenbuch (décédé au front en 1942), et Hilde Kuchenbuch, née Kruckenberg, médecin. Marié à Ylva Eriksson en 1979, il en a eu deux garçons en 1980 et 1983.

## L'historien
Après une enfance passée dans la Saxe-Anhalt puis, après 1945, dans le Schleswig-Holstein, Ludolf Kuchenbuch commence ses études en 1960 à l'université de Munich (histoire de l'art, histoire et germanistique) avant de passer en 1961 à la Freie Universität de Berlin (Ouest), où il étudie désormais l'histoire, la germanistique et la philosophie. 
Ayant terminé ses études en 1968, il travaille alors comme assistant de recherche (studentische Hilfskraft) à l'institut d'histoire de la Freie Universität, auprès de Hans Quirin (spécialiste d'histoire régionale). Il commence sa thèse en 1970 auprès de Fritze à la Freie Universität, avant de devenir en 1971 assistant (wissenschaftlicher Assistent) auprès de Ernst Pitz à la Technische Universität de Berlin, avec comme charge un enseignement d'histoire économique et sociale du Moyen Âge. Il soutient en 1976 sa thèse, qui envisage dans une perspective économique et sociale le polyptyque de Prüm de 893. Ainsi apparaît ce qui restera l'un de ses centres d'intérêt principaux: l'histoire des campagnes médiévales.
Désormais Assistenzprofessor à la Technische Universität de Berlin, il prépare alors son habilitation, soutenue en 1983 sur les tenanciers de l'abbaye de Neuwerk au XIVe siècle. En parallèle, il développe sa réflexion théorique sur le féodalisme.
En 1984 il devient conservateur au Bayerisches Nationalmuseum de Munich, tout en obtenant un poste de professeur intérimaire (Vertretung) à la Freie Universität de Berlin. En 1985 enfin, il devient professeur à l'université à distance d'Hagen, où il restera jusqu'à la fin de sa carrière en 2004. Il s'agit là d'un poste relativement marginal, le seul que la médiévistique allemande accepte de donner à un médiéviste hétérodoxe, influencé par Karl Marx et Ivan Illich (auquel le liait une grande amitié) - et l'on contrastera ce poste marginal avec le fait que, par exemple, Ludolf Kuchenbuch fut professeur invité au Collège de France (en 2002). Sans abandonner en rien ses thématiques précédentes, il se tourne alors de plus en plus vers l'histoire de la scripturalité (avant tout médiévale, même s'il réfléchit également sur la pratique scripturale des musiciens improvisateurs dans le jazz) - ainsi que, quoique de façon moins prononcée, vers l'histoire des déchets. Il prend par ailleurs des responsabilités éditoriales, comme coéditeur de la revue Historische Anthropologie (depuis 1993) et des collections Historische Studien (1990-2003) et Historische Semantik (2003-2006). Mais, surtout, il se consacre dans cette période à la confection des fascicules de l'université à distance.

## Le musicien jazz
En parallèle à sa carrière d'historien, Ludolf Kuchenbuch a mené une riche activité musicale, en tant que saxophone (soprano et ténor) avant tout, et guitariste secondairement. À partir du milieu des années 1970, il appartient au groupe de jazz-rock Os Mundi, puis également au Berlin Jazz Workshop Orchestra, avant de fonder en 1977, avec Klaus Henrichs et Raimund Rilling le trio de free jazz Ohpsst (qui enregistre en 1978 un album de même nom). Après une longue quasi-interruption (1982-2003), Ohpsst se transforme profondément en 2006 avec l'entrée de George Maclean. En parallèle, Ludolf Kuchenbuch a enregistré en 2004, avec Hans Lüdemann, l'album FernUniBlues.

## Œuvre

### Livres
- Feudalismus - Materialien zur Theorie und Geschichte, ed. avec Bernd Michael, Frankfurt/Berlin/Wien 1977, 779 p.
- Bäuerliche Gesellschaft und Klosterherrschaft im 9. Jahrhundert. Studien zur Sozialstruktur der Familia der Abtei Prüm (Beiheft der Vierteljahrschrift für Sozial- und Wirtschaftsgeschchte 66), Wiesbaden 1978, 443 p.
- Grundherrschaft im früheren Mittelalter, Idstein 1991, 278 p.
- Textus im Mittelalter. Komponenten und Situationen des Wortgebrauchs im schriftsemantischen Feld, dir. avec Uta Kleine, Göttingen 2005.
- Reflexive Mediävistik. Textus - Opus - Feudalismus, Frankfurt 2012, 578 p. [recueil d'articles].
- Zur Entwicklung des Feudalismuskonzepts im Werk von Karl Marx, Berlin 2012.
- Die Neuwerker Bauern und ihre Nachbarn im 14. Jahrhundert, Konstanz 2014.
- Versilberte Verhältnisse. Der Denar in seiner ersten Epoche (700-1000), Göttingen 2016.

### Articles
- avec Bernd Michael, "Zur Periodisierung des europäischen Feudalismus. Überlegungen und Fragen", in: Gesellschaftsformationen in der Geschichte, Berlin 1978, 130-149.
- avec Klaus Herbers, "Konjunktur und Mentalität - Beobachtungen zur französischen Mediävistik", in: lendemains, 4/16 (1979), 25-42.
- "‚Finden ist nicht verboten‘ - Probleme einer marxistischen Geschichtstheorie am Beispiel der ‚vorkapitalistischen Produktionsweisen‘", in: Jörn Rüsen/E. Süssmuth (dir.), Theorien in der Geschchtswissenschaft, Düsseldorf 1980, 95-117.
- "Bäuerliche Ökonomie und feudale Produktionsweise. Ein Beitrag zur ‚Welt-System‘-Debatte aus mediävistischer Sicht", in: Perspektiven des Weltsystems. Materialien zu E. Wallerstein ‚Das Moderne Weltsystem‘, Berliner Institut für vergleichende Sozialforschung dir., Frankfurt 1982, 112-141.
- "Probleme der Rentenentwicklung in den klösterlichen Grundherrschaften des frühen Mittelalters", in: Benedictine Culture, 750-1050, W. Lourdaux et D. Verhelst dir., Löwen 1983, 132-172.
- "Bäuerliches Genus im frühen Mittelalter", in: Stephan H. Pfürtner (dir.): Wider den Turmbau zu Babel. Disput mit Ivan Illich. Reinbek 1985, 131-146.
- "Trennung und Verbindung im bäuerlichen Werken des 9. Jahrhunderts. Eine Auseinandersetzung mit Ivan Illichs Genus-Konzept", in: Frauen in der Geschichte VII, Werner Affeldt/Annette Kuhn dir., Düsseldorf 1986, 227-243.
- "Abfallpräsentation im Freilichtmuseum? Historisierende Vorbemerkungen", in: Freilichtmuseum und Sozialgeschichte, K. Bedal/H. Heidrich dir., Bad Windsheim 1986, 122-137.
- avec Michael (Bernd), "Estructura y dinamica del modo de produccion 'feudal' en la Europa preindustrial", Studia historica. Historia medieval, 4:2, 1986, 7-57.
- "‚Säuisches Wirtschaften‘ auf dem Land als Problem der Volksaufklärung", in: Jahrbuch für Volkskunde, 1987, 27-42.
- "Die Klostergrundherrschaft im Frühmittelalter. Eine Zwischenbilanz", in: Prinz, Herrschaft und Kirche, Stuttgart 1988, 297-343.
- "Abfall. Eine stichwortgeschichtliche Erkundung", in: Mensch und Umwelt in der Geschichte, J. Rüsen/Jörg Callies/Meinfried Striegnitz dir., Pfaffenweiler 1989, 257-276.
- "Adel", in: Das Fischer Lexikon. Geschichte, Richard van Dülmen dir., Frankfurt 1989, 105-120.
- "‚Seigneurialisation‘ - Marc Blochs Lehre im Lichte heutiger Forschung und Diskussion", in: Marc Bloch aujourd'hui. Histoire comparée et Sciences sociales, H. Atsma/A. Burguière dir., Paris 1990, 349-361.
- "Notizen zur ‚Notation‘ im Amateurjazz der Sechziger und Siebziger Jahre", in: Ekkehard Jost (dir.), Darmstädter Jazzforum 89, Beiträge zur Jazzforschung, Hofheim 1990, 161-189.
- avec Thomas Sokoll, "Vom Brauch-Werk zum Tauschwert. Überlegungen zur Arbeit im vorindustriellen Europa", in: Sozialphilosophie der industriellen Arbeit, H. König dir., 1990, 26-50.
- "Mühsal, Werk, Kunst, Lohn - Zur ‚Arbeit‘ im mittelalterlichen Ruhrgebiet", in: Vergessene Zeiten. Mittelalter im Ruhrgebiet. Katalog zur Ausstellung im Ruhrlandmuseum Essen, F. Seibt u.a. dir., Bd. 2, Essen 1990, 103-110.
- "Schriftlichkeitsgeschichte als methodischer Zugang: das Prümer Urbar 893 - 1983", in: Einführung in die Ältere Geschichte, Hagen 1990
- "Verrechtlichung von Erinnerung im Medium der Schrift (9. Jahrhundert)", in: Mnemosyne. Formen und Funktionen der kulturellen Erinnerung, Hg. A. Assmann/D. Hardt, Frankfurt 1991, 36-47.
- "Opus feminile - das Geschlechterverhältnis im Spiegel von Frauenarbeiten im früheren Mittelalter", in: Weibliche Lebensgestaltung im früheren Mittelalter, H.-W. Goetz dir., Köln u.a. 1991, 139-175.
- "Bene laborare - Zur Sinnordnung der Arbeit, ausgehend vom capitulare de villis", in: Von Aufbruch und Utopie. Perspektiven einer neuen Gesellschaftsgeschichte des Mittelalters. Für und mit Ferdinand Seibt aus Anlass seines 65. Geburtstages, B. Lundt/H. Reimöller dir., Köln, Weimar, Wien 1992, 337-352.
- "‚Elevatis ad celum manibus et oculis‘ – Gebärden und Gebaren in den Miracula Sancti Annonis von 1184", in: Frömmigkeit. Formen, Geschichte, Verhalten, Zeugnisse. Lenz Kriss-Rettenbeck zum 70. Geburtstag, Ingolf Bauer dir., Deutscher Kunstverlag s.l. 1993, 27-44.
- « ‘Lavoro’ e ‘società’ dal tardo X secolo al primo XII. Note basate prevalentemente sulla tradizione urbariale a nord delle Alpi », in : Violante (Cinzio), Fried (Johannes) dir., Il secolo XI : una svolta ?, Bologna, 1993, p. 205-235.
- "Teilen, Aufzählen, Summieren: Zum Verfahren in ausgewählten Güter- und Einkünfteverzeichnissen des 9. Jahrhunderts", in: Schriftlichkeit im frühen Mittelalter, Ursula SCHAEFER dir., Tübingen: Narr (ScriptOralia, 53), 1993, 181-206.
- "Links within the village: evidence from 14th century Eastphalia", in: Sweeney (Del) dir., Agriculture in the middle ages: technology, practice et representation, Philadelphia: University of Pennsylvania Press, 1995, 139-162.
- "Ordnungsverhalten im grundherrlichen Schriftgut vom 9. zum 12. Jahrhundert », in : Fried (Johannes) dir., Dialektik und Rethorik im früheren und hohen Mittelalter, München, 1997, 175-268.
- « Potestas und utilitas. Ein Versuch über Stand und Perspektiven der Forschung zur Grundherrschaft im 9.-13. Jahrhundert », in : Historische Zeitschrift, 265, 1997-2, 117-146.
- "Kerbhölzer in Alteuropa - zwischen Dorfschmiede und Schatzamt", in: The Man of Many Devices, Who Wandered Full Many Ways. Festschrift in Honor of János M. Bak, Balázs Nagy et Marcell Sebök dir, Budapest 1999, 303-325.
- "Register und rekenschap: schriftkulturelle Streiflichter zur Wirtschaftsführung in der Abtei Werden 12.-Anfang 16. Jh.", in: Gerchow (Jan) dir., Das Jahrtausend der Mönche: Kloster Welt Werden 799-1803, 1999.
- "Marc Bloch und Karl Marx? Annäherungen an eine fragliche Beziehung", in: Schöttler (Peter) dir., Marc Bloch, Historiker und Widerstandskämpfer, 1999, 145-170.
- "Sind mediävistische Quellen mittelalterliche Texte ? Zur Verzeitlichung fachlicher Selbstverständlichkeiten", in : Goetz (Hans-Werner) dir., Die Aktualität des Mittelalters, Bochum : Winkler (Herausforderung, 10), 2000, 317-354.
- "Écriture et oralité : quelques compléments et approfondissements", in : Schmitt (Jean-Claude), Oexle (Otto Gerhard) dir., Les tendances actuelles de l’histoire du Moyen Âge en France et en Allemagne, Paris : Publications de la Sorbonne (Histoire ancienne et médiévale, 66), 2002, 143-166.
- "Pragmatische Rechenhaftigkeit? Kerbhölzer in Bild, Gestalt und Schrift", Frühmittelalterliche Studien, 36, 2002.
- "Feudalismus: Versuch über die Gebrauchsstrategien eines wissenspolitischen Reizworts in der Mediävistik", in : Fryde (Natalie), Monnet (Pierre), Oexle (Otto Gerhard) dir., Die Gegenwart des Feudalismus. Présence du féodalisme et présent de la féodalité. The Presence of Feudalism, Göttingen (Veröffentlichungen des Max-Planck-Instituts für Geschichte, 173), 2002, 293-323.
- "Porcus donativus : Language Use and Gifting in Seignorial Records between the Eighth and the Twelfth Centuries", in : Algazi (Gadi), Groebner (Valentin), Jussen (Bernhard) dir., Negotiating the Gift : pre-modern figurations of exchange, Göttingen, 2003, 203-256.
- "Vom Dienst zum Zins ? Bemerkungen über agrarische Transformationen in Europa vom späteren 11. zum beginnenden 14. Jahrhundert", Zeitschrift für Agrargeschichte und Agrarsoziologie, 51-1, 2003, 11-29.
- "Zwischen Lupe und Fernblick: Berichtspunkte und Anfragen zur Mediävistik als historischer Anthropologie", in: Goetz (Hans-Werner), Jarnut (Jörg) dir., Mediävistik im 21. Jahrhundert: Stand und Perspektiven der internationalen und interdisziplinären Mittelalterforschung, München (MittelalterStudien, 1), 2003.
- "Das Huhn und der Feudalismus", in : Duden (Barbara) et alii dir., Geschichte in Geschichten : ein historisches Lesebuch, 2003.
- "Abschied von der 'Grundherrschaft'. Ein Prüfgang durch das ostfränkisch-deutsche Reich (950-1050)", Zeitschrift der Savigny-Stiftung für Rechtsgeschichte. Germanistische Abteilung, 121, 2004, 1-99.
- "Censum dare : exprimer l'appropriation seigneuriale dans les censiers du Saint Empire romain germanique (XIIe – XVe siècles). Étude préliminaire", in: Bourin (Monique), Martinez Sopena (Pascual) dir., Pour une anthropologie du prélèvement seigneurial dans les campagnes médiévales (XIe – XIVe siècles): Les mots, les temps, les lieux, Paris, 2007, 23-70.
- "Vom Mönchslatein zum Schriftdeutsch. Über die Dynamik der Schriftkultur im Mittelalter", in: Gegenworte 19 (2008).
- "Trauerrede um Heinz Dieter Kittsteiner zum 4. 8. 2008", in: Ästhetik und Kommunikation, 39/142, 2008, p. 5-7.
- "Am Nerv des Geldes: Die Verbankung der deutschen Verbraucher 1945-2005", in: Historische Anthropologie, 17, 2009, p. 260-275.
- "… mit Weib und Kind und…: die Familien der Mediävistik zwischen den Verheirateten und ihren Verwandten in Alteuropa", in: Karl Heinz Spieß (dir.), Die Familie in der Gesellschaft des Mittelalters, Ostfildern 2009, p. 325-376 (Vorträge und Forschungen LXXI).
- "Meine Jahre mit Michael Mitterauer", in: Markus Cerman / Erich Landsteiner (dir.), Zwischen Land und Stadt. Wirtschaftsverflechtungen von ländlichen und städtischen Räumen in Europa 1300-1600 (= Jahrbuch für Geschichte des ländlichen Raums 2009), Innsbruck-Wien-Bozen 2009, p. 197-201.
- "La construction processionelle de l’espace communautaire" (avec Joseph Morsel et Dieter Scheler), in: Didier Boisseuil /Pierre Chastang /Laurent Feller /Joseph Morsel (dir.), Écritures de l’espace social. Mélanges d’histoire médiévale offerts à Monique Bourin, Paris 2010, p. 139-182.
- "Zwischen Improvisation und Text. Schriftanthropologische Erwägungen eines Jazzamateurs und Mediävisten zur Musikhistorie", in: Historische Anthropologie, 18/1, 2010, p. 120-139; repris dans "Schriftkulturelle Anmerkungen und Anfragen eines Jazzamateurs und Mediävisten zur Musikhistorie", in: Detlef Altenburg, R. Bayreuther (dir.), Musik und kulturelle Identität. XIII. Internationaler Kongress der Gesellschaft für Musikforschung 16.-21.9. 2004., Bd. 1, Kassel 2014, p. 171-193.
- "Die „heilige Familie“ im christlichen Alteuropa. Ein Traktat über ihre Grundlagen und langfristigen Wandlungen", in: Charlotte Jurk /Reimer Gronemeyer (dir.), Bodenlos. Vom Verschwinden des Verlässlichen. Marianne Gronemeyer zum 70. Geburtstag, Frankfurt a. M. 2011, p. 168-186.
- "Numerus vel ratio. Zahlendenken und Zahlengebrauch in Registern der seigneurialen Güter- und Einkünftekontrolle im 9. Jahrhundert", in: Moritz Wedell (dir.), Was zählt. Ordnungsangebote, Gebrauchsformen und Erfahrungsmodalitäten des „numerus“ im Mittelalter (pictura & poesis 31), Köln-Weimar-Wien 2012, p. 235-272.
- "Postskript: Karl Marx und die Feudalismusdiskurse", in: Ludolf Kuchenbuch et Alain Guerreau, Marx und der Feudalismus 2 (Philosophische Gespräche 25), Berlin 2012, p. 37-64.
- "Meine 10 Zürcher Gebote für künftige Forschungen zur Sklaverei", in: Stefan Hanß / Juliane Schiel (dir.), Neue Perspektiven auf mediterrane Sklaverei (500-1800), Zürich 2014, p. 559-560.
- "Vom caput zum corpus. Basisthesen und hominologische Hypothesen zur servitus im mittelalterlichen Millennium", in: Alexander Jendorff, Andrea Pühringer (dir.), Pars pro toto. Historische Miniaturen zum 75. Geburtstag von Heide Wunder, Neustadt an der Aisch 2014, p. 3-26.

- "Sound: Editorial", avec Jan-Friedrich Missfelder, in: Historische Anthropologie 22/3, 2014, p. 309-312.

- "Das Archiv - jenseits der Einzahl", in: Alf Lüdtke, Tobias Nanz (dir.), Laute, Bilder, Texte. Register des Archivs, Göttingen 2015, p. 125-134.
- "Dienen als Werken. Eine arbeitssemantische Untersuchung der Regel Benedikts", in: Jörn Leonhard, Willibald Steinmetz (dir.), Semantiken von Arbeit: Diachrone und vergleichende Perspektiven, Köln-Weimar-Wien 2016, p. 63-92.
- "Mehr-Werk mittels Zwangsmobilität. Das Sollinventar der Abtei Prüm von 893 über ihre Domäne Rhein-Gönheim", in: Historische Anthropologie, 24/2, 2016, p. 166-191.
- "Servitus im mittelalterlichen Okzident – Formen und Trends (7.-13. Jahrhundert)", in: Alain Dierkens, Nicolas Schroeder, Alexis Wilkin (dir.), Penser la Paysannerie Médiévale, un Défi impossible? Recueil d’études offert à Jean-Pierre Devroey, Paris 2017, p. 235-274.
- "De la demeure à l’habiter? Remarques à propos de l’hypothèse d’une spatialisation du social au Moyen Âge (1035; 893/1222)", in: Joseph Morsel (dir.), Communités d’habitants au Moyen Âge (XIe – XVe siècles), Paris 2018, p. 43-72.
- "Bruno Latours Anthropozän und die Historie. Feststellungen, Anknüpfungen, Fragen", in: Historische Anthropologie, 26/3, 2018, p. 379-401.
- "Denardruck im Okzident 700-1050. Ein Beitrag zur historischen Anthropologie des Geldes", in: Historische Anthropologie, 27/1, 2019, p. 52-74.

### Discographie
- 1978: OHPSST, Free Music Production.
- 2004: FernUniBlues.

## Liens
- Bibliographie (2008).
- Biographie sur le site du label Free Music Production.